# Krešimir Mišak
Krešimir Mišak (Zagreb, 1972.) hrvatski je novinar koji se bavi graničnim područjima ljudskog znanja, rock-glazbenik i pisac znanstvene fantastike.
Poznat je kao urednik i voditelj emisije Na rubu znanosti koja se prikazuje na HRT-u.

## Životopis
Godine 1996. završio je novinarstvo na Fakultetu političkih znanosti pri Sveučilištu u Zagrebu.
Od 1988. godine radi u Obrazovnom i dječjem programu Hrvatskoga radija, a od 2002. godine na Hrvatskoj televiziji radi emisiju Na rubu znanosti. Pisao je ili piše razne novine, kao što su Zabavnik (nedjeljni prilog Jutarnjeg lista), Večernji list Drvo znanja, Modra lasta, Svjetlost, Nexus, 7Dnevno (politički tjednik) i ine. Pisao je i o stripu (u Hrvatskom slovu, Kvadratu, Modroj lasti).[nedostaje izvor]
Danas je pjevač, gitarist i frontmen rock grupe Hakuna Matata. Prvi album ovog sastava zove se Antigravitacija, čija je promocija bila 16. siječnja 2007. u zagrebačkom klubu SAX., a do danas je skupina izdala četiri albuma.
Godine 1999. počeo je pisati znanstvenu fantastiku. Otad je napisao dvadesetak SF priča. Dvaput je dobio nagradu SFERA za najbolju SF priču: 1999. godine za priču "Svijet iduće sekunde" i 2004. za "Akvarij sa zlatnim ribicama".
Zbirka SF priča Zvjezdani riffovi objavljena mu je 2005. godine,2006. izdao je knjigu Telepatija i telekineza, a od tada još niz knjiga s tematikom iz graničnih područja ljudskog znanja ili analizom svijeta u kojem živimo i koji kontrolira šačica moćnika koji raznim tehnikama obmane, postupnih koraka i plasiranjem lažnih vijesti od ljudskog roda stvaraju roblje.[nedostaje izvor]

## Nagrade i priznanja

### Književne nagrade
- SFERA 1999. za priču “Svijet iduće sekunde”
- SFERA 2004. za priču “Akvarij sa zlatnim ribicama”

## Diskografija

### Albumi
- Fantomi - “Veliki odmor”, Jugoton, 1990.
- Fantomi – “Sretan ti rođendan”, Croatia Records, 1992.
- Fantomi – “Planeta majmuna”, Orfej, 1993.
- Fantomi – “Best off”, Dammic Music, 1994.
- Fantomi 2 – “Lice”, CBS, 1995.
- Građani – “Građani”, Croatia Records, 1998.
- Virusi – “Ploča”, HB ton, 1998.
- Fantomi – “Zlatna kolekcija”, Croatia Records, 2006.
- Hakuna Matata – “Antigravitacija”, Scardona, 2006.
- Hakuna Matata – “Free Energy”, Croatia Records, 2008.
- Hakuna Matata – “Uspon i pad četvrtog reicha”, Dallas, 2014.
- Hakuna Matata - "Snovi i oružje", Dallas, 2017.
- Hakuna Matata - "Žumberačka brda", Croatia Records, 2021.

### Kompilacije i singlovi

#### Fantomi
- Singl “Beba, bebica” (1989.)
- “Blue Moon” (Jugoton, 1990.)
- “Rock za Hrvatsku” (Croatia Records, 1991.)
- “Zagrebfest 1992” (Croatia Records, 1992.)
- “Live tribute to Karlo Metikoš – Ritam kiše” (Croatia Records, 1993.)
- “Crockabilly” (Aquarius Records, 2008.)

#### Građani
- “Teške note”, (Alka Records, 1999.)

#### Hakuna matata
- Album uživo “Ostat će mlad – Sjećanje na Krešimira Blaževića”, (Dallas, 2007.)
- Album uživo “30 godina kasnije - Sedmorica veličanstvenih” (Dallas, 2009.)

#### Zvučni zid
- singl “Osmijeh”, Menart, 2009.

## Knjige
- Zvjezdani riffovi (SF, Mentor, 2005.; drugo izdanje Zeleni patuljak, 2022.)
- Telepatija i telekineza (Sysprint, 2006.)
- Svjetla na nebu – kronologija istraživanja NLO-a (Sysprint, 2010.)
- Sretan vam kraj svijeta (...kakvog ste poznavali) (TELEdisk, 2010.)
- Sve piše u novinama (...a ponešto i ne) (TELEdisk, 2010.)
- Putovati kroz vrijeme? Zašto ne! (AGM, 2012.)
- Dečki, odjebite u skokovima (TELEdisk, 2013.)
- Duhovni ratnik i beskrajni kozmički orgazama (TELEdisk, 2016.)
- Smrt transhumanizmu, sloboda narodu! (TELEdisk, 2019.)
- Čudno! (MB Books, 2021.)
- Doba virusa i ljudi (Zeleni patuljak, 2023.)
- Fantastične ratne priče (Zeleni patuljak, 2023.)

## Priče
Objavljene znanstvenofantastične priče u časopisima i zbirkama:
- Zabavnik (Jutarnji list, sedam priča u razdoblju 2000. – 2004.)
- Futura 79 (1999.)
- Futura 84 (1999.)
- Futura 116 (2002.)
- Zagreb 2004 - zbirka hrvatskog SF-a (Mentor, SFera, 2004.)
- Fantastične priče za djecu 21. stoljeća (Autorska kuća, 2006.)
- Ad astra – antologija hrvatske znanstveno-fantastične novele (Mentor, 2006.)
- Razbibriga (Jutarnji list, 2011.)
- Marsonic 6 (2014.)
- Marsonic 8 (2015.)
- Sirius B 37 (2017.)

Ostale objavljene priče u zbirkama:
- Zvučni zid (VBZ, 2009.)
- Zvučni zid II (VBZ, 2011.)

## Uređivanje tiskanih medija
- Časopis “Vizionar” (TELEdisk, 11 brojeva, 2006. – 2007.)
- Biblioteka “OBELISK” (AGM, od 2009. do danas, do 2019. objavljeno 23 knjiga)[4]

## Dokumentarni filmovi i serije
- Nebo NLO-a (urednik i scenarist, režija: Mislav Hudoletnjak, HRT, 2003.)
- Djeca Sunca (sedmodjelni znanstveno-popularni serijal, urednik i scenarist uz redatelja i scenarista Mislava Hudoletnjaka, HRT, 2012.)

## Sinkronizacija
- "Divlji valovi" kao filmaš (2007.)

## Vanjske poveznice

### Sestrinski projekti
|  | Zajednički poslužitelj ima još gradiva o temi Krešimir Mišak |

### Mrežna sjedišta
- Kolumna/blog Krešimira Mišaka  Arhivirana inačica izvorne stranice od 23. veljače 2015. (Wayback Machine)
- Preko ruba znanosti - Blog Krešimira Mišaka
- Hakuna Matata – rock sastav Krešimira Mišaka